# 赵宏凯
赵宏凯，数学家，美国加州大学尔湾分校教授。

## 生平
赵宏凯1990年本科毕业于北京大学；1992年毕业于南加利福尼亚大学，获硕士学位；1996年毕业于加州大学洛杉矶分校，获博士学位；1996年--1999年在斯坦福大学担任Szego助理教授；1999年任教于加州大学尔湾分校。

## 学术研究
赵宏凯主要从事水平集方法和图象处理的数值方法等方面的研究。

## 荣誉
2002年-2004年获Sloan研究基金，2002年获史龙数学奖，2007年获冯康科学计算奖